# 0 Uhr 15 Zimmer 9
0 Uhr 15 Zimmer 9 ist ein deutscher Kriminalfilm aus dem Jahre 1950. Unter der Regie von Arthur Maria Rabenalt spielen Cornell Borchers und Raimund Schelcher die Hauptrollen.

## Handlung
Die nachfolgenden Ereignisse finden weitgehend in Echtzeit zwischen 22 Uhr 45 und 0 Uhr 15 statt. Die Kinobesucher wurden durch eine eingeblendete Uhr im Film informiert, wie weit die Lösung des Falls noch entfernt war:
Am Vorabend eines mit Spannung erwarteten Pferderennens treffen sich im renommierten Turfhotel Leutner eine Reihe von zum Teil ziemlich undurchsichtigen Gästen. Unter ihnen befindet sich der zwielichtige Konsul Pallant, der sich mit seiner Gefolgschaft hierhin begeben hat. An einem Tisch haben sich die „schrägen Vögel“ versammelt, die von einer eigenartigen Unruhe erfasst ist. Angeblich ist man eine bunt zusammengewürfelte Wettgemeinschaft. Der Funkamateur Martin Leutner, der Sohn der Hotelbesitzerin, hält sich auf dem Zimmer seiner Verlobten Maria Mertens auf. Hier empfängt er im Auftrag des windigen Konsuls angeblich legale Wetttipps für das morgige Rennen.
Anfänglich ahnt der im Lauf der Handlung immer nervöser werdende Martin nicht, dass er damit in kriminelle Machenschaften Pallants und seiner Ganovenfreunde geraten ist, denn in Wahrheit handelt es sich bei den Funksprüchen um die verschlüsselte Kommunikation einer gefährlichen Dollarfälscher-Bande, deren Kopf der Konsul ist. Auch weiß niemand, dass die Polizei das Turfhotel inzwischen infiltriert hat, um Konsul Pallant das Handwerk zu legen: Der geschniegelte, vorbildlich korrekte Kellner des Hauses Leutner ist in Wahrheit niemand anderes als der Kripobeamte Hans Wiegler. Kurz nach Mitternacht beginnt er final aktiv zu werden und lässt schließlich um 0 Uhr 15 die gestellte Falle zuschnappen.

## Produktionsnotizen
0 Uhr 15 Zimmer 9 entstand im Sommer 1949 in den Studios von Berlin-Tempelhof bzw. in Berlin (Außenaufnahmen). Der Film passierte die Zensur am 20. Dezember 1949 und wurde am 23. März 1950 im Universum-Kino in Essen uraufgeführt, die Berliner Premiere erfolgte am 28. April 1950.
Koproduzent Alf Teichs übernahm auch die Herstellungsleitung, Werner Drake die Produktionsleitung. Ernst H. Albrecht und Rolf Zehetbauer gestalteten die Filmbauten, Gertrud Recke die Kostüme.

## Kritik
„Etwas verworrener und ziemlich zähflüssiger Krimi aus der frühen Nachkriegszeit.“